# Skapelsens pelare

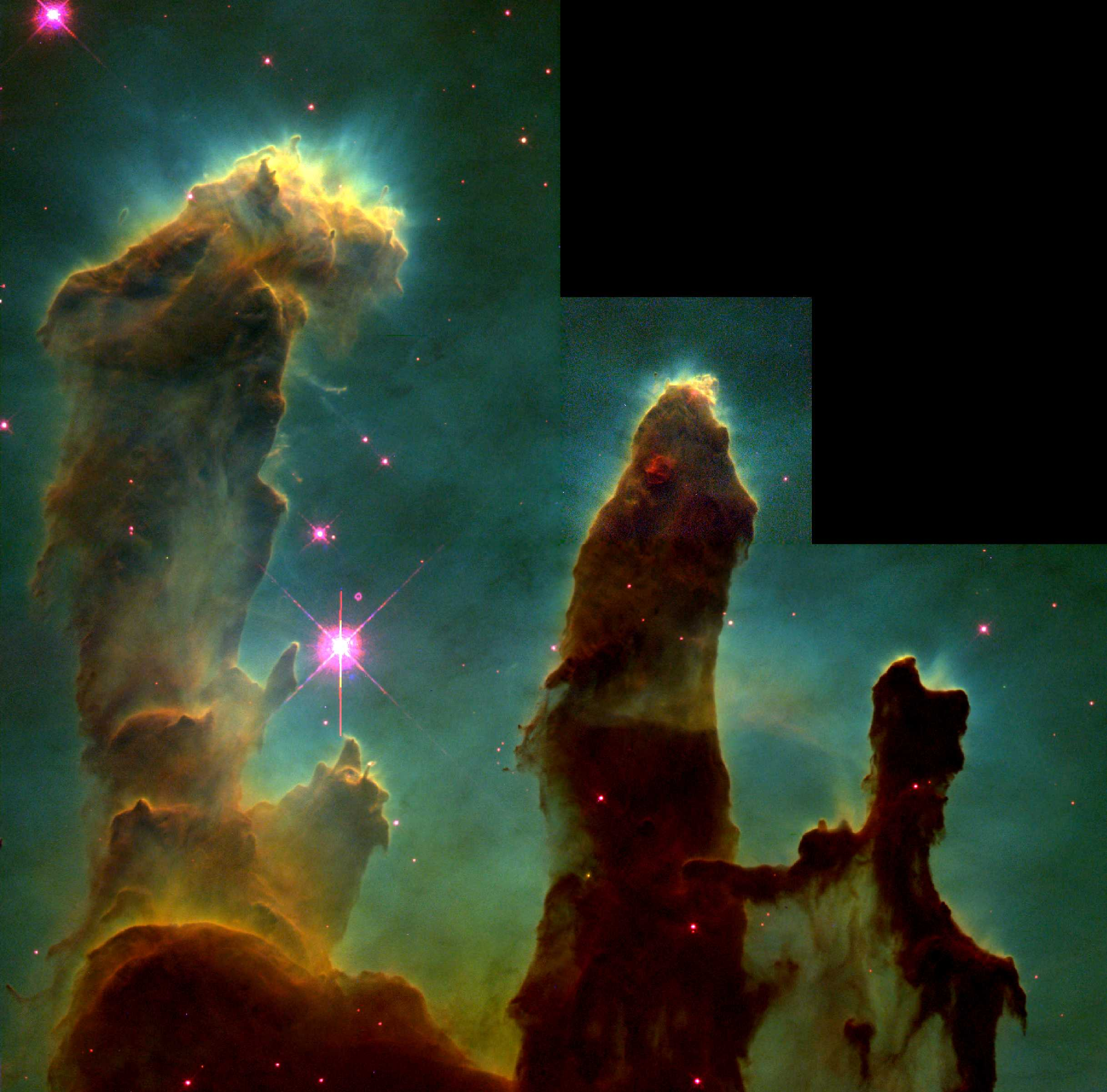
Skapelsens pelare

Skapelsens pelare (engelska: Pillars of Creation) är ett av de mest berömda fotografierna av rymden. På fotot som togs av Rymdteleskopet Hubble ser man Örnnebulosans tre enorma pelare av interstellär gas och damm. Avståndet från jorden till Örnnebulosan är omkring 7 000 ljusår. 